# ستانلي فرنسيس
ستانلي فرنسيس (14 أبريل 1906 - 25 يناير 1994) (بالإنجليزية: Stanley Francis)‏ هو لاعب كريكت أسترالي.

## وصلات خارجية
- ستانلي فرنسيس على موقع إي آس بي آن كريك إنفو (الإنجليزية)